# Epode
In de antieke versleer is epode [Grieks ἐπῳδός (στίχος)] een technische term die in verschillende betekenissen wordt gebruikt:
1. de tweede versregel van een distichon (verspaar), als deze korter is dan de voorafgaande eerste versregel;
2. een gedicht dat geheel bestaat uit disticha, en waarvan de even versregels steeds korter zijn dan de oneven; dit verstype is reeds in gebruik sinds Archilochus (7e eeuw v.Chr.) en heeft zijn naam gegeven aan de "Epoden" van de Romeinse dichter Horatius, waarvan er vele de jambische trimeter afwisselen met de jambische dimeter...
3. in de strofische koorlyriek (vb. in de koorzangen van de Attische tragedie) het derde couplet van een triade die bestond uit strofe, antistrofe en epode